# Nurbakyt Tengizbayev
Nurbakyt Tengizbayev est un lutteur kazakh spécialiste de la lutte gréco-romaine né le 10 avril 1983.

## Biographie
Lors des Jeux olympiques d'été de 2008, il remporte la médaille de bronze en combattant dans la catégorie des -60 kg. Il remporte également la médaille de bronze lors des Championnats du monde de 2009.